# Estación de Valdelagrana
Valdelagrana es una estación ferroviaria situada en el municipio español de El Puerto de Santa María, en la provincia de Cádiz, comunidad autónoma de Andalucía. Forma parte de la línea C-1 de Cercanías Cádiz.

## Situación ferroviaria
Se encuentra en el punto kilométrico 126,6 de la línea férrea de ancho ibérico Alcázar de San Juan-Cádiz. El kilometraje toma como punto de partida la ciudad de Sevilla, ya que este trazado va unido a la línea Sevilla-Cádiz posteriormente integrada por Adif en la ya mencionada línea Alcázar de San Juan-Cádiz. El tramo es de vía doble y está electrificado.

## La estación
Fue inaugurada el 1 de diciembre de 2008. Está ubicada junto a la Playa de Valdelagrana, frente a la avenida homónima. Fue construida dentro de las obras de adaptación de la línea férrea clásica Sevilla-Cádiz a la alta velocidad. El recinto dispone de dos andenes laterales de 160 metros de longitud al que acceden dos vías. Cuenta con taquillas, vestíbulo, cafetería y aseos. Ha sido además equipada con ascensores para facilitar el acceso a personas con movilidad reducida. En el exterior existe un aparcamiento habilitado. 
En total el coste de las obras que incluyeron el desdoblamiento del trazado en más de 6 kilómetros alcanzó los 68 millones de euros.

## Servicios ferroviarios

### Cercanías
La estación está integrada en la línea C-1 de la red de Cercanías Cádiz. La frecuencia media es de un tren cada hora. Los trayectos con Cádiz y Jerez se realizan habitualmente en 35 y 13 minutos respectivamente.
| procedencia/destino | < estación | Línea | estación >               | destino/procedencia |
| ------------------- | ---------- | ----- | ------------------------ | ------------------- |
| Cádiz               | Las Aletas |       | El Puerto de Santa María | Aeropuerto de Jerez |